# Оренбургская железная дорога
Оренбургская железная дорога — общее название двух существовавших в разное время железнодорожных организаций: частной в 1877–1893 гг. и государственной в 1934–1959 гг.

## Частная Оренбургская железная дорога (1877–1893)
Первое предложение о соединении железной дорогой хлебной Оренбургской губернии с Самарой, а значит, с европейской частью империи, исходило от оренбургского генерал-губернатора А. П. Безака, занимавшего эту должность с 1860 по 1865 г. Речь шла лишь о конно-железной дороге, но эта идея не была реализована.
Сменивший Безака Н. А. Крыжановский в 1867 г. уже предлагал построить паровую дорогу, тогда же под руководством полковника Н. Г. Залесова были проведены предварительные изыскания. К марту 1868 г. был готов предварительный проект, который Крыжановский представил императору и Комитету министров. К 1870 г. ему удалось добиться включения дороги в высочайше утверждённый план развития железнодорожной сети страны. Но лишь в ноябре 1873 г. был утверждён устав частного общества Оренбургской железной дороги, а 22 февраля следующего года — проект, предусматривавший проведение её «от правого берега реки Волги у станции Батраки Моршанско-Сызранской железной дороги, через город Самару от города Оренбурга с ветвью к пристани в Самаре и мостом через реку Волгу, при соединении с Моршанско-Сызранскою железною дорогою», которая как раз достраивавалась. До постройки моста через Волгу общество должно было своими средствами обеспечивать переправу.
22 октября 1876 года (ст. ст.) по новому металлическому мосту через реку Сакмару торжественно проехал первый поезд. Официальное открытие с молебном состоялось 1 января 1877 года. Максимальный продольный уклон пути на железной дороге был 10 ‰, наименьший радиус кривых в поворотах — 640 м . Протяжённость главного пути составила 508 вёрст (541 км). Станции: Самара и Оренбург — 1-го класса, Бузулук — 2-го , Батраки, Безенчук, Кинель, Марычевка, Сорочинская и Новосергиевка — 3-го, остальные 4-го и 5-го классов.
Постройка дороги значительно усилила товарообмен Оренбургской губернии, стимулировала развитие торгового земледелия и переработки сельскохозяйственной продукции. За первые пять лет её работы по ней было вывезено более 40 млн пудов (655 тыс. т) хлеба. Тем не менее эксплуатация дороги оказалась сложной и малодоходной, а в неурожайные годы даже убыточной. Только в 1880 году был закончен полуторакилометровый мост через Волгу близ Сызрани. В том же году правление дороги два месяца не могло расчистить снежные заносы. Лишь в 1883 году для хлебных грузов были устроены крытые платформы; регулярно возникали залежи грузов. В результате Оренбургская дорога, как и другие частные железные дороги России, в 1893 году была выкуплена казной и присоединена к Самаро-Златоустовской железной дороге.

## Оренбургская железная дорога в СССР (1934–1959)
Эта дорога пролегала по территории Самарской, Оренбургской, Актюбинской, Кзыл-Ординской, Гурьевской и Западно-Казахстанской областей СССР. Организована путём реорганизации нескольких дорог в 1934 году. Основная часть дороги была выделена из Среднеазиатской железной дороги. В состав дороги вошла часть Самаро-Златоустовской железной дороги.
В состав дороги входили линии Кинель — Оренбург — Илецк — Кандагач — Джусалы, Оренбург — Орск — Айдырля, Гудрон — Профинтерн.
Первым начальником ОЖД назначен Г. В. Подшивалин, снятый с должности в ноябре 1936 г. за вредительство, приговорённый сначала к двум годам заключения, но вскоре снова подвергнутый следствию и расстрелянный 23 сентября 1937 г. Его сменил С. Т. Ковылкин, но продержался на должности лишь до конца июля 1937 г., а затем также был арестован и расстрелян по приговору от 11 февраля 1938 г. Примерно тогда же был расстрелян бывший начальник политотдела дороги Г. Е. Чичеров (в ряде источников «Чигеров»).
В годы Великой Отечественной войны были построены линии Никель — Кандагач и Кандагач — Гурьев, позволившие кратчайшим путем перевозить грузы с Урала и из Сибири на Кавказ (с перевалкой через Каспийское море).
В 1953 году от Рязано-Уральской был передан участок Озинки — Уральск — Илецк. Протяжённость дороги на 1954 год составляла 3150 км, управление дороги располагалось в Оренбурге.
В 1959 году дорога была присоединена к Куйбышевской железной дороге в рамках общего укрупнения «в целях улучшения использования технических средств, упрощения и удешевления управленческого аппарата». При этом Уральское отделение Оренбургской железной дороги (линии Илецк — Кандагач — Джусалы, Кандагач — Гурьев, Никель — Кандагач, Озинки — Уральск — Илецк) вошло в состав Казахской железной дороги (в 1977 году выделено в Западно-Казахстанскую железную дорогу с центром в Актюбинске, ныне — Уральское, Актюбинское и Кызылординское отделения Казахстанской железной дороги).
Несколько позже линии Кинель — Оренбург — Илецк, Оренбург — Орск — Айдырля были переданы из Куйбышевской железной дороги в состав Южно-Уральской железной дороги.